# École centrale de Lille
École centrale de Lille je francoski inženirski inštitut, ki je povezan z Groupe Centrale. Inštitut je bil ustanovljen leta 1854 pod imenom École des arts industriels et des mines de Lille. Leta 1872 je bil preimenovan v Institut industriel du Nord. Danes v ustanovi študira okrog 1500 študentov.

## Znani profesorji
- Henri Eugène Padé, francoski matematik